# Aditrochus fagicolus
Aditrochus fagicolus is een vliesvleugelig insect uit de familie Pteromalidae. De wetenschappelijke naam is voor het eerst geldig gepubliceerd in 1902 door Rübsaamen.